# John Isner
John Robert Isner (sinh ngày 26 tháng 4 năm 1985) là cựu vận động viên quần vợt chuyên nghiệp người Mỹ. Được coi là một trong những tay vợt giao bóng xuất sắc nhất của ATP World Tour, Isner có được thứ hạng cao nhất là thứ 9 vào tháng 4 năm 2012. Năm 2013, anh trở thành tay vợt thú 13 trong lịch sử đạt mốc 5000 cú ace trong sự nghiệp. Tại Wimbledon 2010, anh cùng Nicolas Mahut chơi trận đấu dài nhất lịch sử quần vợt với 11 tiếng 5 phút, kéo dài tới 3 ngày (tỉ số các set lần lượt là 6–4, 3–6, 6–7(7–9), 7–6(7–3), 70–68). Anh cũng từng chơi trận đấu dài thứ 10 lịch sử với 5 giờ 41 phút tại Roland Garros 2012. Đến năm 2018, anh và Kevin Anderson lại có trận đấu dài thứ 2 trong lịch sử với 6 tiếng 36 tiếng (tỉ số các set lần lượt là 6–7(6–8), 7–6(7–5), 7–6(11–9), 4–6, 24–26). Anh có kỷ lục nhiều cú ace nhất trong lịch sử ATP Tour, đã giao bóng ăn điểm trực tiếp đến 14470 lần, tính đến ngày 31 tháng 8 năm 2023. Isner nghỉ thi đấu quần vợt chuyên nghiệp sau Giải quần vợt Mỹ Mở rộng 2023.

## Cuộc sống ban đầu
Isner sinh ngày 26 tháng 4 năm 1985, tại Greensboro, Bắc Carolina, là con của Robert và Karen Isner. Anh có hai anh trai, Jordan và Nathan.
Isner bắt đầu chơi quần vợt từ năm 9 tuổi và không chơi môn thể thao này một cách nghiêm túc cho đến năm 11 tuổi. Anh chơi cho trường trung học Walter Hines Page Senior, nơi anh đã giúp họ giành chức vô địch tiểu bang vào năm 2001. Anh cũng đã chơi ở 10 giải đấu trẻ, bao gồm US Open 2002 (thua ở vòng hai trước nhà vô địch cuối cùng Richard Gasquet) và Orange Bowl 2002. Anh cũng đã vào chung kết một giải đấu ở Tulsa, Oklahoma, thua tay vợt Brian Baker.

## Các trận chung kết quan trọng

### Chung kết Masters 1000

#### Đơn: 5 (1 danh hiệu, 4 á quân)
| Kết quả | Năm  | Giải đấu             | Mặt sân  | Đối thủ          | Tỷ số               |
| ------- | ---- | -------------------- | -------- | ---------------- | ------------------- |
| Á quân  | 2012 | Indian Wells Masters | Cứng     | Roger Federer    | 6–7(7–9), 3–6       |
| Á quân  | 2013 | Cincinnati Masters   | Cứng     | Rafael Nadal     | 6–7(8–10), 6–7(3–7) |
| Á quân  | 2016 | Paris Masters        | Cứng (i) | Andy Murray      | 3–6, 7–6(7–4), 4–6  |
| Vô địch | 2018 | Miami Open           | Cứng     | Alexander Zverev | 6–7(4–7), 6–4, 6–4  |
| Á quân  | 2019 | Miami Open           | Cứng     | Roger Federer    | 1–6, 4–6            |

#### Đôi: 8 (5 danh hiệu, 3 á quân)
| Kết quả | Năm  | Giải đấu             | Mặt sân | Đồng đội          | Đối thủ                                  | Tỷ số                  |
| ------- | ---- | -------------------- | ------- | ----------------- | ---------------------------------------- | ---------------------- |
| Á quân  | 2010 | Italian Open         | Đất nện | Sam Querrey       | Bob Bryan Mike Bryan                     | 3–6, 2–6               |
| Vô địch | 2011 | Italian Open         | Đất nện | Sam Querrey       | Mardy Fish Andy Roddick                  | Bỏ cuộc                |
| Á quân  | 2012 | Indian Wells Masters | Cứng    | Sam Querrey       | Rafael Nadal Marc López                  | 2–6, 6–7(3–7)          |
| Vô địch | 2016 | Shanghai Masters     | Cứng    | Jack Sock         | Henri Kontinen John Peers                | 6–4, 6–4               |
| Vô địch | 2018 | Indian Wells Masters | Cứng    | Jack Sock         | Bob Bryan Mike Bryan                     | 7–6(7–4), 7–6(7–2)     |
| Vô địch | 2022 | Indian Wells Masters | Cứng    | Jack Sock         | Santiago González Édouard Roger-Vasselin | 7–6(7–4), 6–3          |
| Vô địch | 2022 | Miami Open           | Cứng    | Hubert Hurkacz    | Wesley Koolhof Neal Skupski              | 7–6(7–5), 6–4          |
| Á quân  | 2022 | Italian Open         | Đất nện | Diego Schwartzman | Nikola Mektić Mate Pavić                 | 2–6, 7–6(8–6), [10–12] |

## Chung kết ATP

### Singles: 31 (16 danh hiệu, 15 á quân)
| Giải đấu                          |
| --------------------------------- |
| Grand Slam tournaments (0–0)      |
| ATP World Tour Finals (0–0)       |
| ATP World Tour Masters 1000 (1–4) |
| ATP World Tour 500 Series (0–3)   |
| ATP World Tour 250 Series (15–8)  |

| Mặt sân       |
| ------------- |
| Cứng (11–12)  |
| Đất nện (1–3) |
| Cỏ (4–0)      |

| Kiểu sân           |
| ------------------ |
| Ngoài trời (16–12) |
| Trong nhà (0–3)    |

| Kết quả | Thắng-Thua | Ngày             | Giải đấu                                | Cấp độ        | Mặt sân  | Đối thủ               | Tỷ số                          |
| ------- | ---------- | ---------------- | --------------------------------------- | ------------- | -------- | --------------------- | ------------------------------ |
| Á quân  | 0–1        | Th8 năm 2007     | Washington Open, Mỹ                     | International | Cứng     | Andy Roddick          | 4–6, 6–7(4–7)                  |
| Vô địch | 1–1        | Th1 năm 2010     | Auckland Open, New Zealand              | 250 Series    | Cứng     | Arnaud Clément        | 6–3, 5–7, 7–6(7–2)             |
| Á quân  | 1–2        | Th2 năm 2010     | US National Indoor, Mỹ                  | 500 Series    | Cứng (i) | Sam Querrey           | 7–6(7–3), 6–7(5–7), 3–6        |
| Á quân  | 1–3        | tháng 5 năm 2010 | Serbia Open, Serbia                     | 250 Series    | Đất nện  | Sam Querrey           | 6–3, 6–7(4–7), 4–6             |
| Á quân  | 1–4        | Th7 năm 2010     | Atlanta Open, Mỹ                        | 250 Series    | Cứng     | Mardy Fish            | 6–4, 4–6, 6–7(4–7)             |
| Vô địch | 2–4        | Th7 năm 2011     | Hall of Fame Open, Mỹ                   | 250 Series    | Cỏ       | Olivier Rochus        | 6–3, 7–6(8–6)                  |
| Á quân  | 2–5        | Th8 năm 2011     | Atlanta Open, Mỹ                        | 250 Series    | Cứng     | Mardy Fish            | 6–3, 6–7(6–8), 2–6             |
| Vô địch | 3–5        | Th8 năm 2011     | Winston-Salem Open, Mỹ                  | 250 Series    | Cứng     | Julien Benneteau      | 4–6, 6–3, 6–4                  |
| Á quân  | 3–6        | Th3 năm 2012     | Indian Wells Masters, Mỹ                | Masters 1000  | Cứng     | Roger Federer         | 6–7(7–9), 3–6                  |
| Á quân  | 3–7        | Th4 năm 2012     | U.S. Men's Clay Court Championships, Mỹ | 250 Series    | Đất nện  | Juan Mónaco           | 2–6, 6–3, 3–6                  |
| Vô địch | 4–7        | Th7 năm 2012     | Hall of Fame Open, Mỹ (2)               | 250 Series    | Cỏ       | Lleyton Hewitt        | 7–6(7–1), 6–4                  |
| Vô địch | 5–7        | Th8 năm 2012     | Winston-Salem Open, Mỹ (2)              | 250 Series    | Cứng     | Tomáš Berdych         | 3–6, 6–4, 7–6(11–9)            |
| Vô địch | 6–7        | Th4 năm 2013     | U.S. Men's Clay Court Championships, Mỹ | 250 Series    | Đất nện  | Nicolás Almagro       | 6–3, 7–5                       |
| Vô địch | 7–7        | Th7 năm 2013     | Atlanta Open, Mỹ                        | 250 Series    | Cứng     | Kevin Anderson        | 6–7(3–7), 7–6(7–2), 7–6(7–2)   |
| Á quân  | 7–8        | Th8 năm 2013     | Washington Open, Mỹ                     | 500 Series    | Cứng     | Juan Martín del Potro | 6–3, 1–6, 2–6                  |
| Á quân  | 7–9        | Th8 năm 2013     | Cincinnati Masters, Mỹ                  | Masters 1000  | Cứng     | Rafael Nadal          | 6–7(8–10), 6–7(3–7)            |
| Vô địch | 8–9        | Th1 năm 2014     | Auckland Open, New Zealand (2)          | 250 Series    | Cứng     | Lu Yen-hsun           | 7–6(7–4), 7–6(9–7)             |
| Vô địch | 9–9        | Th7 năm 2014     | Atlanta Open, Mỹ (2)                    | 250 Series    | Cứng     | Dudi Sela             | 6–3, 6–4                       |
| Vô địch | 10–9       | Th7 năm 2015     | Atlanta Open, Mỹ (3)                    | 250 Series    | Cứng     | Marcos Baghdatis      | 6–3, 6–3                       |
| Á quân  | 10–10      | Th8 năm 2015     | Washington Open, Mỹ                     | 500 Series    | Cứng     | Kei Nishikori         | 6–4, 4–6, 4–6                  |
| Á quân  | 10–11      | Th8 năm 2016     | Atlanta Open, Mỹ                        | 250 Series    | Cứng     | Nick Kyrgios          | 6–7(3–7), 6–7(4–7)             |
| Á quân  | 10–12      | Th11 năm 2016    | Paris Masters, Pháp                     | Masters 1000  | Cứng (i) | Andy Murray           | 3–6, 7–6(7–4), 4–6             |
| Vô địch | 11–12      | Th7 năm 2017     | Hall of Fame Open, Mỹ (3)               | 250 Series    | Cỏ       | Matthew Ebden         | 6–3, 7–6(7–4)                  |
| Vô địch | 12–12      | Th7 năm 2017     | Atlanta Open, Mỹ (4)                    | 250 Series    | Cứng     | Ryan Harrison         | 7–6(8–6), 7–6(9–7)             |
| Vô địch | 13–12      | Th4 năm 2018     | Miami Open, Mỹ                          | Masters 1000  | Cứng     | Alexander Zverev      | 6–7(4–7), 6–4, 6–4             |
| Vô địch | 14–12      | Th7 năm 2018     | Atlanta Open, Mỹ (5)                    | 250 Series    | Cứng     | Ryan Harrison         | 5–7, 6–3, 6–4                  |
| Á quân  | 14–13      | Th4 năm 2019     | Miami Open, Mỹ                          | Masters 1000  | Cứng     | Roger Federer         | 1–6, 4–6                       |
| Vô địch | 15–13      | Th7 năm 2019     | Hall of Fame Open, Mỹ (4)               | 250 Series    | Cỏ       | Alexander Bublik      | 7–6(7–2), 6–3                  |
| Vô địch | 16–13      | Th7 năm 2021     | Atlanta Open, Mỹ (6)                    | 250 Series    | Cứng     | Brandon Nakashima     | 7–6(10–8), 7–5                 |
| Á quân  | 16–14      | Th4 năm 2022     | U.S. Men's Clay Court Championships, Mỹ | 250 Series    | Đất nện  | Reilly Opelka         | 3–6, 6–7(7–9)                  |
| Á quân  | 16–15      | Feb 2023         | Dallas Open, Mỹ                         | 250 Series    | Cứng (i) | Wu Yibing             | 7–6(7–4), 6–7(3–7), 6–7(12–14) |

### Doubles: 14 (8 danh hiệu, 6 á quân)
| Giải đấu                     |
| ---------------------------- |
| Grand Slam tournaments (0–0) |
| ATP Tour Finals (0–0)        |
| ATP Tour Masters 1000 (5–3)  |
| ATP Tour 500 Series (1–2)    |
| ATP Tour 250 Series (2–1)    |

| Mặt sân       |
| ------------- |
| Cứng (6–3)    |
| Đất nện (1–3) |
| Cỏ (1–0)      |

| Kiểu sân         |
| ---------------- |
| Ngoài trời (7–6) |
| Trong nhà (1–0)  |

| Kết quả | Thắng-Thua | Ngày             | Giải đấu                                | Cấp độ        | Mặt sân  | Đồng đội          | Đôi thủ                                  | Tỷ số                  |
| ------- | ---------- | ---------------- | --------------------------------------- | ------------- | -------- | ----------------- | ---------------------------------------- | ---------------------- |
| Vô địch | 1–0        | Th7 năm 2008     | Hall of Fame Open, Mỹ                   | International | Cỏ       | Mardy Fish        | Rohan Bopanna Aisam-ul-Haq Qureshi       | 6–4, 7–6(7–1)          |
| Vô địch | 2–0        | Th2 năm 2010     | US National Indoor, Mỹ                  | 500 Series    | Cứng (i) | Sam Querrey       | Ross Hutchins Jordan Kerr                | 6–4, 6–4               |
| Á quân  | 2–1        | tháng 5 năm 2010 | Italian Open, Ý                         | Masters 1000  | Đất nện  | Sam Querrey       | Bob Bryan Mike Bryan                     | 2–6, 3–6               |
| Á quân  | 2–2        | Th4 năm 2011     | U.S. Men's Clay Court Championships, Mỹ | 250 Series    | Đất nện  | Sam Querrey       | Bob Bryan Mike Bryan                     | 7–6(7–4), 2–6, [5–10]  |
| Vô địch | 3–2        | tháng 5 năm 2011 | Italian Open, Ý                         | Masters 1000  | Đất nện  | Sam Querrey       | Mardy Fish Andy Roddick                  | Bỏ cuộc                |
| Á quân  | 3–3        | Th3 năm 2012     | Indian Wells Masters, Mỹ                | Masters 1000  | Cứng     | Sam Querrey       | Marc López Rafael Nadal                  | 2–6, 6–7(3–7)          |
| Vô địch | 4–3        | Th10 năm 2016    | Shanghai Masters, Trung Quốc            | Masters 1000  | Cứng     | Jack Sock         | Henri Kontinen John Peers                | 6–4, 6–4               |
| Á quân  | 4–4        | Th3 năm 2017     | Mexican Open, Mexico                    | 500 Series    | Cứng     | Feliciano López   | Jamie Murray Bruno Soares                | 3–6, 3–6               |
| Á quân  | 4–5        | Th10 năm 2017    | China Open, Trung Quốc                  | 500 Series    | Cứng     | Jack Sock         | Henri Kontinen John Peers                | 3–6, 6–3, [7–10]       |
| Vô địch | 5–5        | Th3 năm 2018     | Indian Wells Masters, Mỹ                | Masters 1000  | Cứng     | Jack Sock         | Bob Bryan Mike Bryan                     | 7–6(7–4), 7–6(7–2)     |
| Vô địch | 6–5        | Th7 năm 2021     | Los Cabos Open, Mexico                  | 250 Series    | Cứng     | Hans Hach Verdugo | Hunter Reese Sem Verbeek                 | 5–7, 6–2, [10–4]       |
| Vô địch | 7–5        | Th3 năm 2022     | Indian Wells Masters, Mỹ (2)            | Masters 1000  | Cứng     | Jack Sock         | Santiago González Édouard Roger-Vasselin | 7–6(7–4), 6–3          |
| Vô địch | 8–5        | Th4 năm 2022     | Miami Open, Mỹ                          | Masters 1000  | Cứng     | Hubert Hurkacz    | Wesley Koolhof Neal Skupski              | 7–6(7–5), 6–4          |
| Á quân  | 8–6        | tháng 5 năm 2022 | Italian Open, Ý                         | Masters 1000  | Đất nện  | Diego Schwartzman | Nikola Mektić Mate Pavić                 | 2–6, 7–6(8–6), [10–12] |

## Các trận chung kết khác

### Giải đồng đội: 2 (1 danh hiệu, 1 á quân)
| Kết quả | Thắng-Thua | Ngày         | Giải đấu đồng đội | Mặt sân | Đồng đội/đội          | Đối thủ                            | Tỷ số |
| ------- | ---------- | ------------ | ----------------- | ------- | --------------------- | ---------------------------------- | ----- |
| Vô địch | 1–0        | Th1 năm 2011 | Hopman Cup, Perth | Cứng    | Bethanie Mattek-Sands | Justine Henin Ruben Bemelmans      | 2–1   |
| Á quân  | 1–1        | Th1 năm 2015 | Hopman Cup, Perth | Cứng    | Serena Williams       | Agnieszka Radwańska Jerzy Janowicz | 1–2   |